# Müddersheim
Müddersheim ist ein Ortsteil der Gemeinde Vettweiß im Kreis Düren in Nordrhein-Westfalen.

## Geographie
Der Ort liegt nordöstlich von Vettweiß auf dem Steilhang des Neffelbaches, einer tektonischen Setzung in der Zülpicher Börde. Nachbarorte sind Disternich und Gladbach.

## Wappen
Die Blasonierung lautet: „In Silber ein gezahntes rotes Windmühlenkreuz; im schwarzen Schildhaupt ein silbernes Kreuz“.

## Geschichte

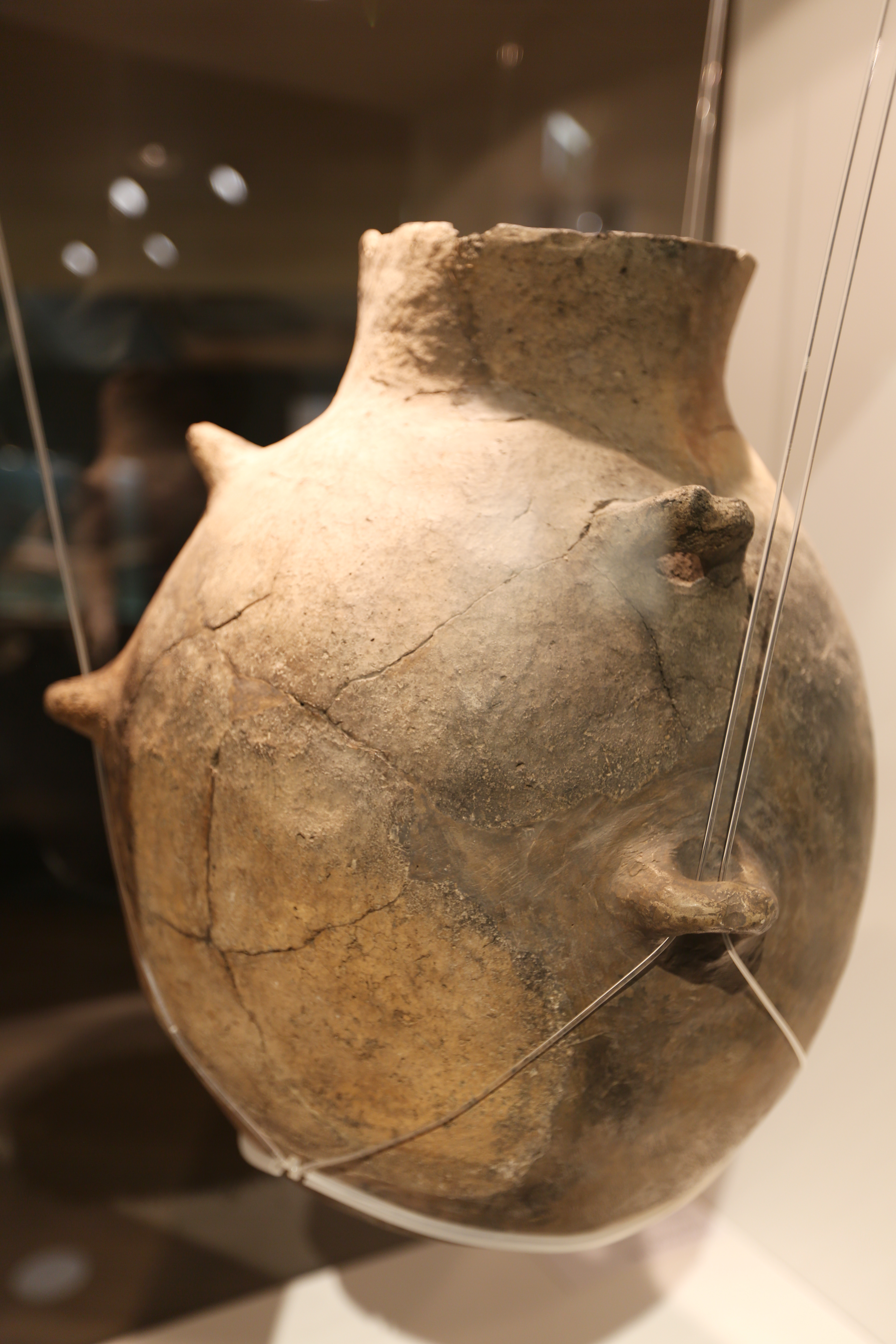
Vorratsgefäß, um 5000 v. Chr.

Bereits in den Jahren 1955 und 1959 wurde westlich des Dorfes Hinweise auf eine jungsteinzeitliche Siedlung der bandkeramischen Kultur nachgegangen. Eines der dort freigelegten Gefäße, die in die Zeit zwischen 5500 und 4900 v. Chr. datiert worden waren, gehörte beispielsweise zu den großen keramischen Vorratsbehältern, die ein Zeichen einer sesshaft gewordenen Bevölkerung angesehen werden.
Auch die zahlreichen Spuren ausgedehnten römischer Siedlungsflächen und die entsprechenden Funde ließen auf eine sehr frühe Besiedlung schließen. Eine außerdem gefundene Anzahl von Matronensteinen in Müddersheim zeigt eine gewisse Siedlungskontinuität, die in die nachrömische Zeit übergeht.

### Fränkische Zeit und Mittelalter
Der Ortsname ist abgeleitet von dem fränkischen Herrennamen Modirih. Erstmals wird Müddersheim im Jahre 1057 als Muotersheim erwähnt. Erzbischof Anno II. von Köln bekundet in einer Urkunde, dass die Königin Richeza von Polen von ihm, neben einer Reihe anderer Güter, auch die Nutznießung der Villa Moedesheim erhalten habe.

### Hexenprozesse
Zu den schwärzesten Kapiteln der Dorfgeschichte gehören die 13 Original-Hexenprozess-Protokolle, die sich im Schloß-Archiv befinden und einen erschütternden Einblick in die frühneuzeitliche Geistes- und Gedankenwelt bieten. In den Jahren 1630/31 wurden bei Hexenverfolgungen in Müddersheim allein 13 Personen, sieben Frauen und sechs Männer, als angebliche Hexen und Hexer durch den Strang getötet und ihre Leichen „zu Pulver und Asche verbrannt“, weil sie Tiere verzaubert, Gott abgeschworen und sich dem Teufel zugesagt, an Hexenzusammenkünften bei der Ortschaft Poll teilgenommen, die heilige Hostie verunehrt und Unwetter gemacht hätten, wie sie alle nach den Gerichtsprotokollen der Reihe nach auf der Folter gestanden.
Müddersheim war jahrhundertelang eine eigene Herrlichkeit.

### 18., 19. und 20. Jahrhundert
Im Zweiten Weltkrieg war Müddersheim nach der Evakuierung von Düren Sitz der Kreisverwaltung.
Am 1. Juli 1969 wurden Disternich, Gladbach, Lüxheim und Sievernich eingegliedert. Am 1. Januar 1972 kam Müddersheim im Rahmen des Aachen-Gesetzes zur neuen Gemeinde Vettweiß.

## Verkehr
Direkt am Ort vorbei führt die alte römische Heerstraße von Zülpich nach Neuss. Dem Verlauf der Heerstraße folgt heute die B 477. Durchgangsverkehr gibt es im Ort nicht.
Busse des Rurtalbus binden heute den Ort durch die AVV-Linien 208 und 232 an den öffentlichen Personennahverkehr an. Bis zum 31. Dezember 2019 wurde die Linie 208 von der Dürener Kreisbahn bedient.
| Linie      | Verlauf |
| ---------- | --- |
| 208        | Düren Kaiserplatz – Distelrath – (Merzenich Rathaus –) Schöne Aussicht – Girbelsrath – Eschweiler über Feld – Nörvenich Alter Bf – Nörvenich Hommelsh. Weg – Hochkirchen – (Irresheim –) Eggersheim – Lüxheim – Gladbach – Müddersheim – Disternich – Sievernich – Bessenich – Zülpich Frankengraben – Adenauerpl./Schulzentr. |
| 232        | Sievernich – Disternich – Müddersheim – Gladbach – Poll – Dorweiler – Pingsheim – Herrig – Lechenich |
| RufBus 208 | Rufbus: Nörvenich Hommelsh. Weg – Irresheim – Eggersheim – Lüxheim – Gladbach – Müddersheim – Disternich – Sievernich – Bessenich – Zülpich Adenauerpl./Schulzentr. (Sa nachmittags/abends) |

Ab 1908 fuhr am Ort entlang die Kleinbahn und Straßenbahn von Düren über Nörvenich nach Zülpich und Embken. Der Verkehr wurde 1960 eingestellt.

## Wirtschaft
Der Ort ist landwirtschaftlich geprägt. Es gibt einige kleinere Gewerbebetriebe im Ort.

## Sehenswürdigkeiten
- alte Fachwerk- und Gutshäuser
- die Burg Müddersheim, (Privatbesitz)
- die Kirche St. Amandus
- die Müddersheimer Mühle
- die Müddersheimer Ölmühle
- die Antoniuskapelle, (Privatbesitz)

## Kirche

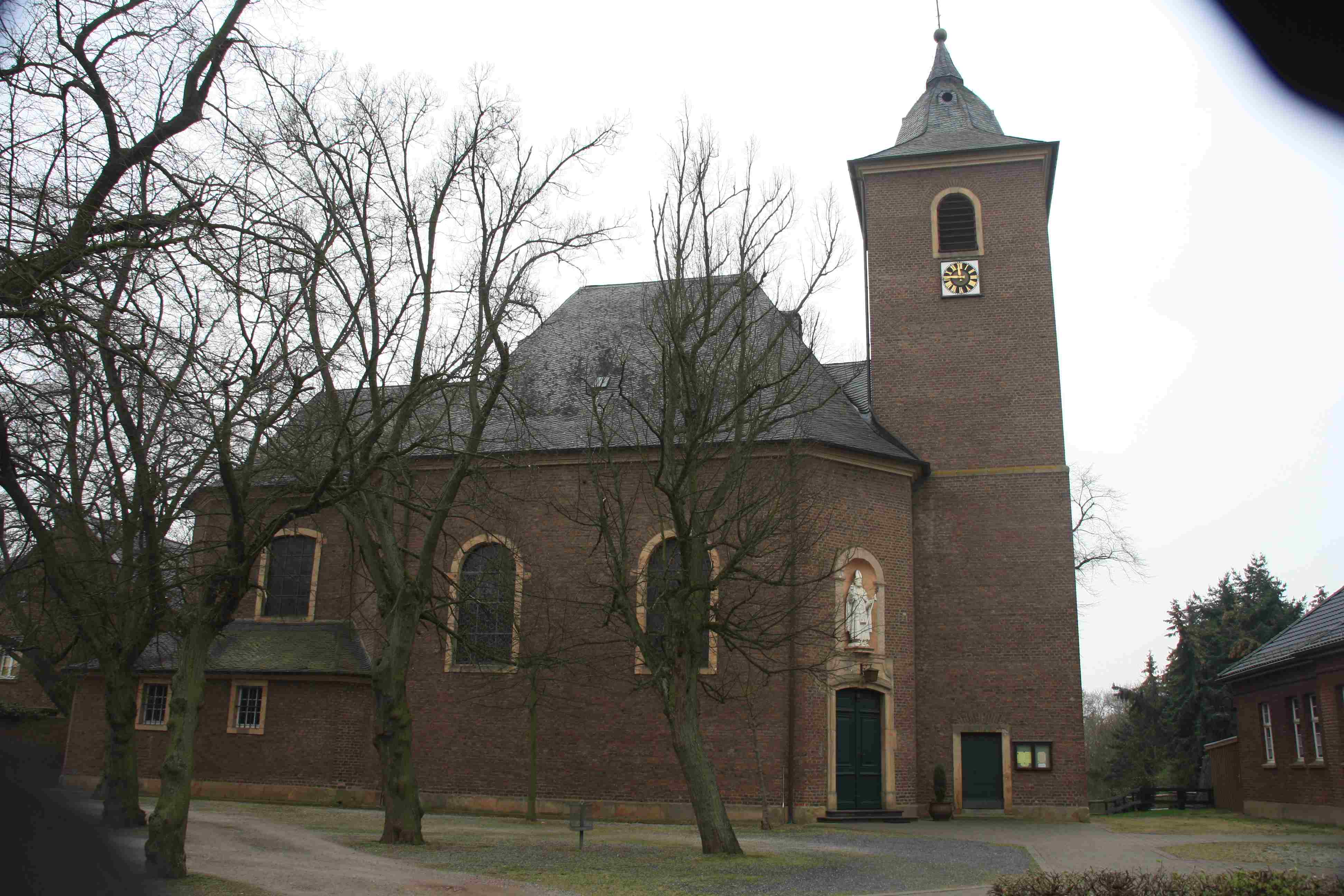
Die Kirche

1074 wird die Kirche erstmals als Besitz des Stiftes St. Kunibert in Köln erwähnt.
Der Kölner Baumeister Nikolaus Krakamp war auch überregional tätig. 1764 errichtete er für die Familie des Freiherrn von Geyr, für die er schon 1754 ein repräsentatives Wohnhaus an der Kölner Breitestraße gebaut hatte, die Kirche St. Amandus.
Die Pfarrkirche St. Amandus (benannt nach dem Heiligen Amand) wurde 1777/78 von der heute noch existierenden Bauunternehmung Zervos aus Liblar mit den Ziegeln der ortsansässigen Ziegelei erbaut. Sie hat eine reichhaltige Rokoko-Ausstattung. 1865 erhielt die Kirche eine mechanische Schleifladenorgel mit 15 Registern aus der Werkstatt der Geschwister Kalscheuer aus Nörvenich. Die Orgel ist eine der wenigen noch aus dieser Werkstatt erhaltenen Instrumente.
Direkt an der B 477 befindet sich an einer der Ortszufahrten die markante Antonius-Kapelle mit einem kostbaren schmiedeeisernen Gitter aus dem Jahre 1669.

## Burg

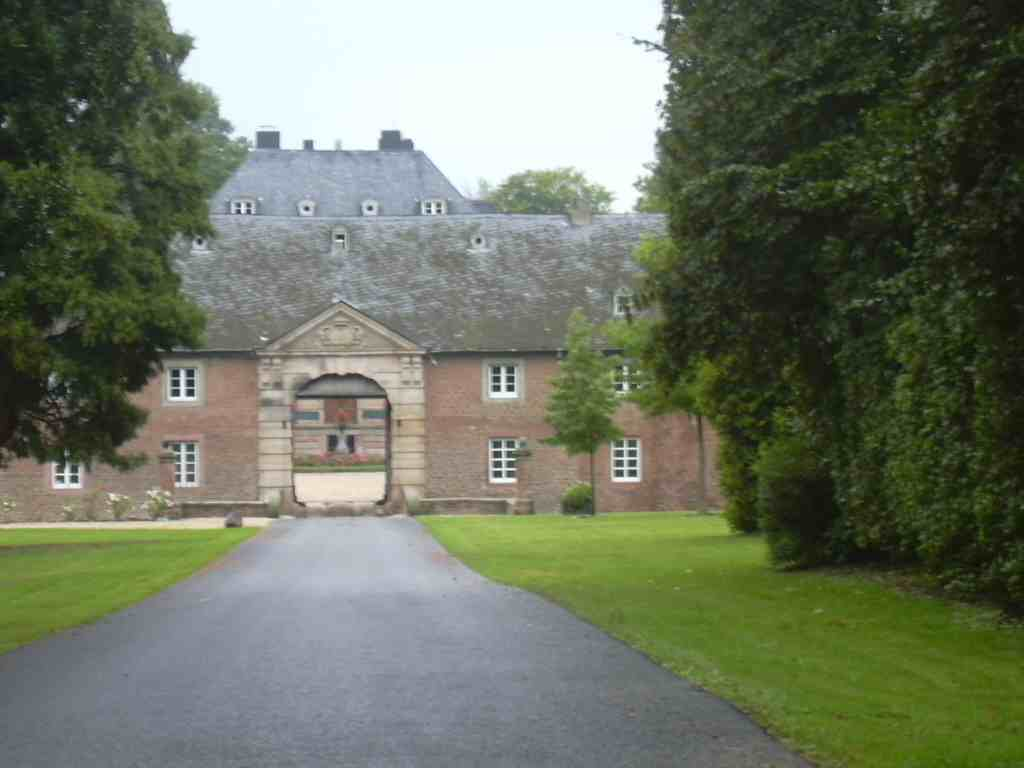
Die Einfahrt zur Burg Müddersheim

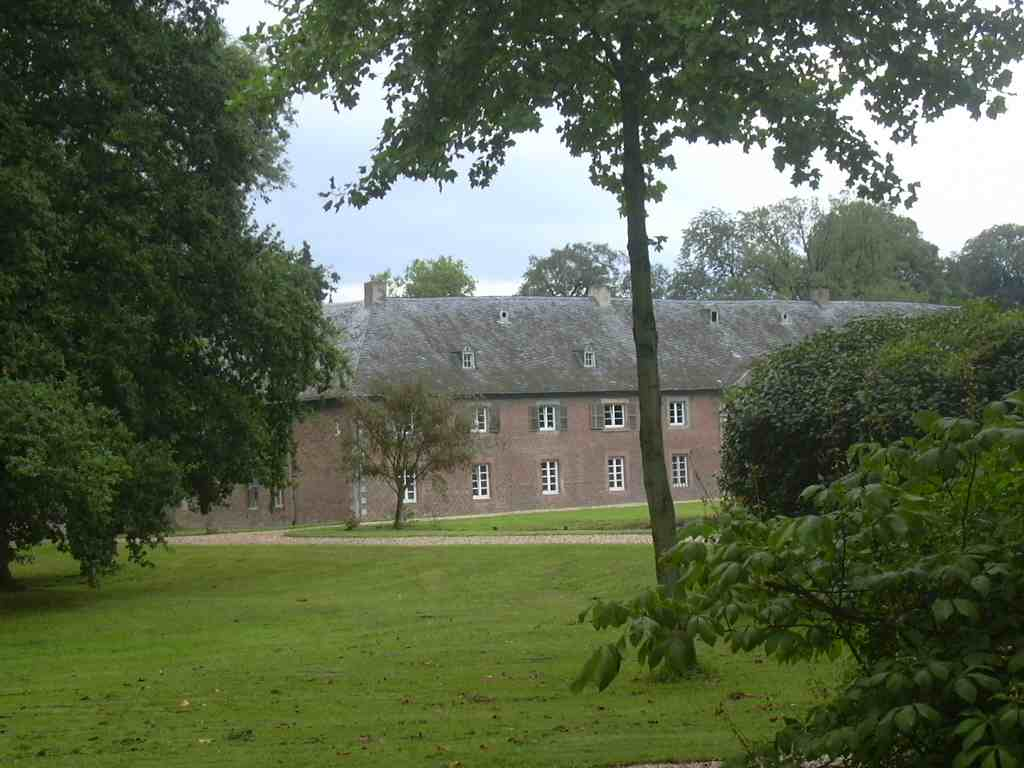
Vorburg mit Park

Die rechteckige Wasserburg wurde zwischen 1716 und 1720 durch Rudolf Adolf, Reichsfreiherr Geyr von Schweppenburg, auf älteren Fundamenten errichtet. Das freistehende, zweigeschossige Herrenhaus ist ein sandsteingegliederter, nahezu quadratischer Backsteinbau mit hofseitigem Mittelrisalit und Freitreppe. Ein Park umgibt die Burg, die durch eine ausgedehnte Anlage ergänzt wird.
Die Burg befindet sich heute noch im Besitz der Freiherren Geyr von Schweppenburg und wird landwirtschaftlich genutzt. Im Volksmund wird der Burgenbesitzer einfach nur „Baron“ genannt.

## Schulen, Kindergarten
In die seit 1767 bestehende Grundschule werden die Kinder aus den Nachbarorten mit Schulbussen gebracht. Weiterführende Schulen gibt es in Düren und Zülpich.

## Persönlichkeiten
- Hans Geyr von Schweppenburg (1884–1963), deutscher Zoologe
- Gisela Keiner (1936–2021), Schauspielerin
- Achim Konejung (* 1957), Kabarettist

## Sonstiges
- Direkt neben der Bundesstraße 477 steht noch die Ruine des Müddersheimer Ziegelwerk St. Antonius. Im Jahre 2004 musste der Kreis Düren vom Gelände der alten Ziegelei 212.500 Altreifen entsorgen. Nach dem Kauf der Ziegelei im Jahr 2006 wurden baufällige Teile abgerissen und die noch zu gebrauchenden Hallen als Lagerfläche umgebaut. Das alte Wohnhaus wurde ebenfalls komplett renoviert und ist wieder bewohnt. Die alte Tongrube wandelte sich zu einem See und wurde jahrelang von einem Angelverein befischt, bis er 1994 unter Naturschutz gestellt wurde. 2008 wurde der See erneut von einem Angelverein gepachtet.
- Am Ortseingang direkt an der Wasserburg befindet sich die Bannmühle von 1628. Dort wohnt Gisela Keiner. Am anderen Ortsende liegt eine Tongrube. Diese Tongrube war aber nur ein halbes Jahr in Benutzung, da dort schlechter Ton abgebaut worden war. Im Moment (2010) wird sie als Kieslager benutzt.
- Die Bürgerhalle im Ort wird von der IG Ortsvereine Müddersheim e. V. verwaltet.
- Siehe auch: Liste der Mühlen am Neffelbach
- Siehe auch: Konejung Stiftung: Kultur